# سولا (مونتانا)
سولا (به انگلیسی: Sula) شهری در ایالت مونتانا کشور ایالات متحده آمریکا است که جمعیت آن در سرشماری سال ۲۰۱۰ میلادی، ۳۷ نفر بوده‌است.